# Takehiro Irokawa
Takehiro Irokawa (色川 武大, Irokawa Takehiro, 28 mars 1929 - 10 avril 1989) est un écrivain japonais auteur de littérature « sérieuse » comme d’œuvres de divertissement sous divers pseudonymes dont Tetsuya Asada (阿佐田 哲也) et Budai Irokawa (色川武大). 

## Biographie
Irokawa est originaire de l'arrondissement de Shinjuku à Tokyo. Son père est un ancien capitaine de marine domicilié avec une pension militaire, et avec qui Irokawa entretient des relations difficiles. Irokawa commence à faire l'école buissonnière à un âge précoce pour voir des films et des vaudeville dans le quartier des divertissements d'Asakusa. En 1943, il est mobilisé pour travailler en usine, et à la fin de la guerre, est expulsé de l'école quand on découvre qu'il a édité un magazine ronéotypé réputé rebelle. Lorsque la pension de son père expire, il participe à la petite semaine à des activités criminelles et au jeu, en particulier le mahjong.
Au début des années 1950 Irokawa commence à écrire sous un pseudonyme. Il reçoit une première reconnaissance littéraire en 1961 pour une nouvelle, remportant le prix Chūōkōron Shinjin des nouveaux écrivains et les éloges de Yukio Mishima et Makoto Hiroshi. Il continue à publier abondamment dans les années 1970. Au fil des années, Irokawa est lauréat du prix Naoki en 1978, du prix Kawabata en 1982 et du prix Yomiuri en 1988 pour Le Journal d'un fou (Kyōjin nikki, traduit en français). 
Il est brièvement hospitalisé en 1968 pour des hallucinations visuelles et auditives, peut-être liés à la narcolepsie. Il meurt d'une crise cardiaque en 1989.

## Adaptations de ses œuvres au cinéma
- 1984 : Journal d'errance d'un joueur de mah-jong (麻雀放浪記, Mahjong hōrōki?) de Makoto Wada